# Stella (2008)
Stella ist ein französischer Film aus dem Jahr 2008.

## Zusammenfassung
Im Paris des Jahres 1977 wächst die elfjährige Stella in einer Kneipe in einem ehemaligen Arbeiterviertel auf. Ihr Umgang besteht außer aus ihrer fremdgehenden Mutter und ihrem lethargischen Vater, die die Kneipe betreiben, aus Stammkunden und verkrachten Existenzen der Vorstadt, die in Alkohol und Kneipengeselligkeit Trost suchen. Durch einen Zufall kommt Stella auf ein bürgerliches Pariser Gymnasium, wofür sie zunächst wenig Begeisterung zeigt. Ihre einzige Freundin dort wird Gladys, die Tochter argentinischer Intellektueller. Die Freundschaft zu ihr weckt in Stella die Liebe zur Literatur und hilft ihr, einige Härteproben auf dem Weg aus der Kindheit zu überstehen.
Der Film, der dritte der französischen Regisseurin und Drehbuchautorin Sylvie Verheyde, hat autobiographische Züge.
Das Budget des Films belief sich auf 3,34 Mio. €.

## Auszeichnungen
Stella wurde erstmals am 29. August 2008 bei den 65. Internationalen Filmfestspielen von Venedig vorgestellt. Dort lief Stella zwar außer Konkurrenz, wurde aber als ein Publikumsliebling gehandelt und sowohl mit dem “Premio Lina Mangiacapre” als auch dem Spezialpreis der “Christopher D. Smithers Foundation” ausgezeichnet.

## Vertrieb und TV-Ausstrahlung
In Frankreich wird der Film durch den Verleih „Diaphana“ vertrieben. Er kam am 12. November 2008 in die Kinos. Die internationalen Rechte hat „Films Distribution“ erworben.
Die deutsche Sprachbearbeitung übernahm „alias Film & Sprachtransfer“, Berlin.
In Deutschland wurde der Film am 29. September 2011 erstmals im Fernsehsender ARTE ausgestrahlt.

## Filmmusik
- La Chanson de Stella, Lied und Text von NousDeux The Band, gesungen von Sylvie Verheyde
- Love me baby, Lied und Text von Mike Wickfield (Mathias Camison), Paul Racer (Claude Carrère), P. Forest (Pamela-Marrion Forrest), Copperman (Gilbert Chemouny), gesungen von Sheila B. Devotion
- Ne fais pas tanguer le bateau, Text von Lana Sébastian, Paul Sébastian, Claude Carrère, Musik von Michaële, gesungen von Sheila
- El Bimbo, Lied und Text von Claude Morgan, gesungen von Bimbo Jet
- Couleur menthe à l’eau, Text von Claude Moine, Musik von Pierre Papadiamandis, gesungen von Eddy Mitchell
- Je vous dérange?, Text von Claude Moine, Musik von Pierre Papadiamandis, gesungen von Eddy Mitchell
- Il ne rentre pas ce soir, Text von Claude Moine, Musik von Pierre Papadiamandis, gesungen von Eddy Mitchell
- Michèle, Lied und Text von Didier Barbelivien und Michel Cywie, gesungen von Gérard Lenorman
- 15e round, Lied, Text und Gesang von Bernard Lavilliers
- Brand new Cadillac, Lied, Text und Gesang von Vince Taylor
- La Tendresse, Text von Daniel Guichard und Jacques Ferrière, Musik von Patricia Carli, gesungen von Daniel Guichard
- Les Femmes, Text von Claude Carrère, Jean Schmitt, Musik von Christine Charbonneau, gesungen von Sheila
- Où sont les femmes?, Text von Jean-Michel Jarre, Musik von Patrick Juvet, gesungen von Patrick Juvet
- Ti Amo, Lied und Text von Giancarlo Bigazzi und Umberto Tozzi, gesungen von Umberto Tozzi
- Tu es le soleil, Text von Claude Carrère, Musik von Michaële, gesungen von Sheila